# Psusennes I.
Psusennes I. (altägyptisch: Pasebachaenniut) war der 3. altägyptische König (Pharao) der 21. Dynastie (Dritte Zwischenzeit) und regierte von um 1040 bis um 994 v. Chr. Er war der Nachfolger des Amenemnesut.

## Herkunft und Familie
Er ist möglicherweise der Sohn des Pinudjem I. und der Henuttaui. Seine Schwestergemahlin ist Mutnedjmet. Weitere Geschwister sind unter anderem die Gottesgemahlin des Amun Maatkare und die Hohenpriester des Amun Masaharta und Mencheperre. Von einer Nebengemahlin namens Wiai stammt die Gemahlin Mencheperres, Isetemachbit.
Sowohl eine Variante seines Namens „Ramses-Psusennes“ als auch ein namentlich bekannter Sohn, Ramses-Anchefenmut, der Oberfeldherr des Königs war, legen eine verwandtschaftliche Beziehung zur 20. Dynastie nahe. Karl Jansen-Winkeln sieht dafür jedoch keinen Beleg. Ein weiterer Sohn mit Mutnedjmet war sein Nachfolger Amenemope.

## Herrschaft
Da über außenpolitische Aktivitäten nichts bekannt ist, ist anzunehmen, dass seine Politik wohl lediglich auf die Sicherung seiner Landesgrenzen festgelegt war. Hohe Würdenträger sind der General und Vorsteher der Priester aller Götter Wendjebauendjed, der Vorsteher der Kammerherren Nesienamun und sein Sohn Anchefenamun. In den letzten drei Regierungsjahren ist vermutlich Amenemope sein Mitregent.

## Bautätigkeiten
In Tanis trat Psusennes I. besonders durch seine Bautätigkeiten hervor. Er baute die Stadt nicht nur zur Hauptstadt aus, sondern ließ Tempel für die Götter Amun, Mut und Chons errichten, die innerhalb einer großen, etwa 20 m dicken Umfassungsmauer lagen. Vom Großen Amun-Tempel ist unter anderem eine Grundsteinbeigabe erhalten. Pavianstatuen wurden im Bereich des späteren Chonstempel gefunden, andere Bruchstücke im Südtempel.

## Grab
Das unberaubte Grab Psusennes I. wurde 1940 von Pierre Montet als Grab Nr. 3 in Tanis gefunden. Es enthielt die Mumie des Königs und die seiner Gemahlin Mutnedjmet. In einer Seitenkammer waren Prinz Anchefenmut und in der Vorkammer der General und Vorsteher der Priester aller Götter Wendjebauendjed beigesetzt worden. Nachträglich wurden in der für Mutnedjmet vorgesehenen Kammer der Pharao Amenemope und in der Vorkammer Pharao Scheschonq II. bestattet.
Der äußere Sarkophag aus Rosengranit wurde von Merenptah (19. Dynastie, Neues Reich) übernommen und stammt wahrscheinlich aus dessen Grab KV8 im Tal der Könige. Er umschloss einen zweiten Sarkophag aus schwarzem Granit, der wiederum ein wiederverwendeter privater Sarkophag, ebenfalls aus dem Neuen Reich war, und dieser enthielt einen mit Gold verzierten Sarg aus massivem Silber. Letzterer ist offensichtlich auch tatsächlich für Psusennes I. angefertigt worden. Das bedeutendste Stück der Grabausstattung war die goldene Totenmaske. Seine reich mit Schmuckstücken ausgestattete Mumie war bei der Graböffnung völlig zerfallen.

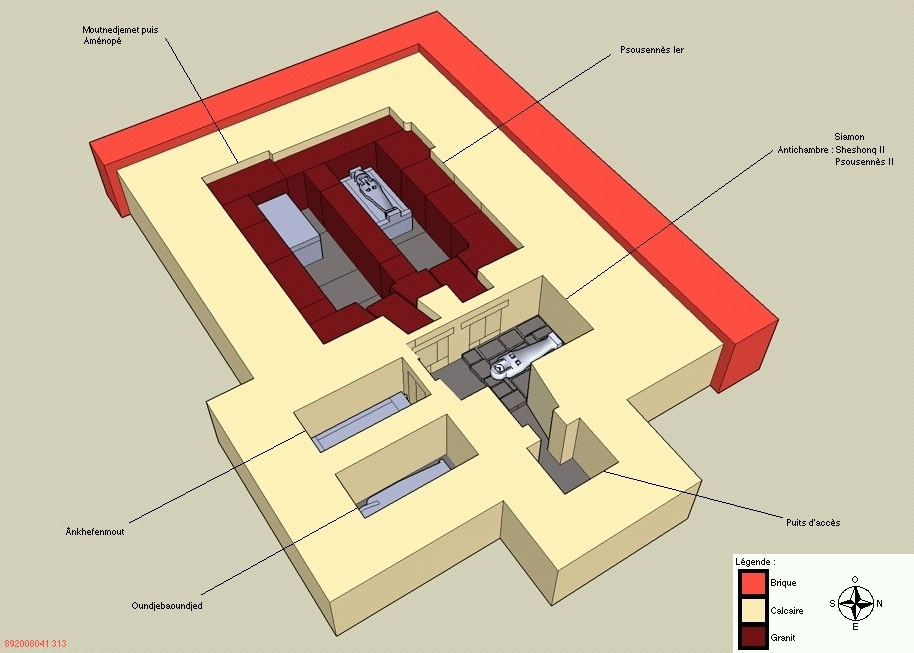
Die Grabanlage
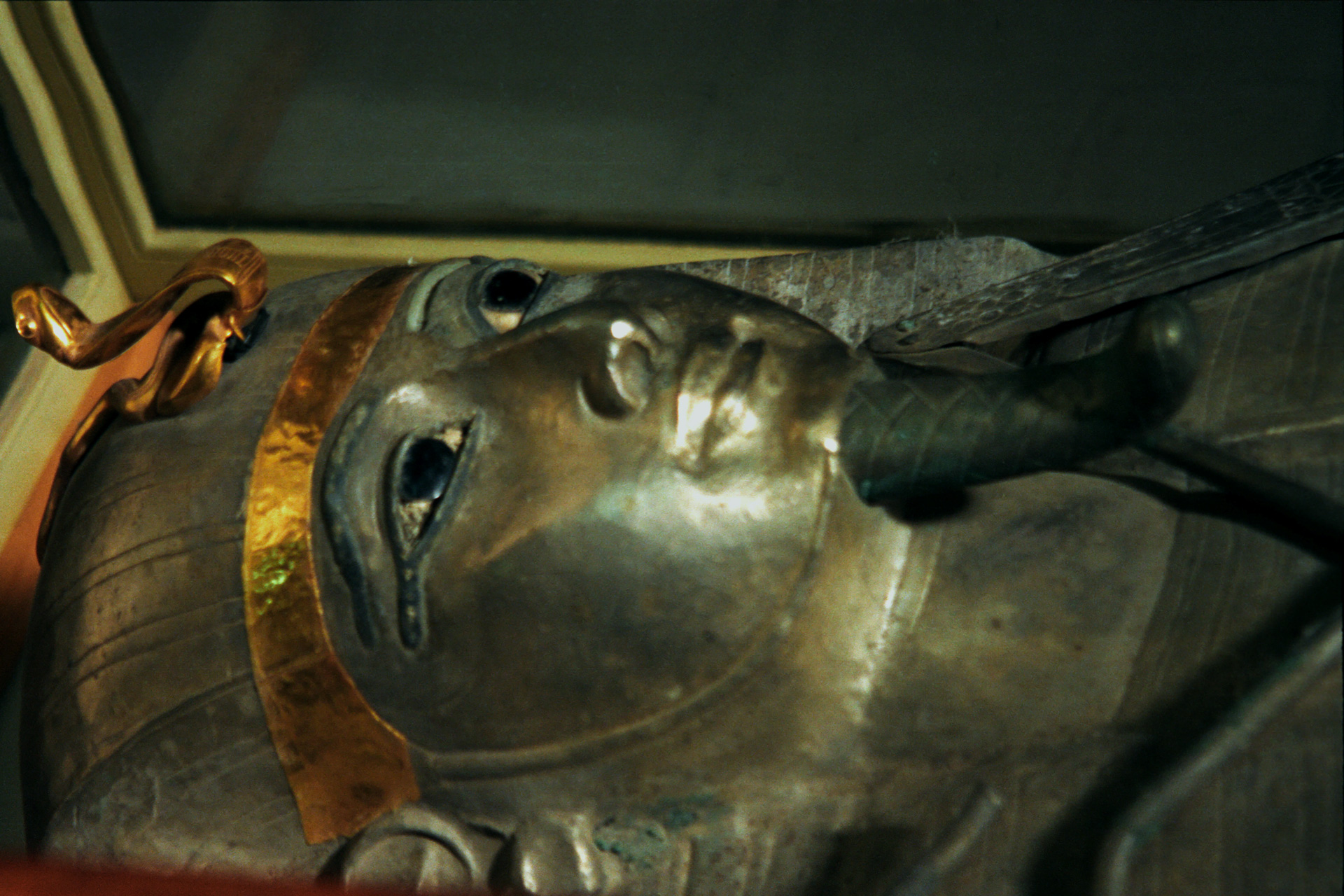
Kopf des Silbersarges Psusennes' I., Ägyptisches Museum Kairo (JE 85917)
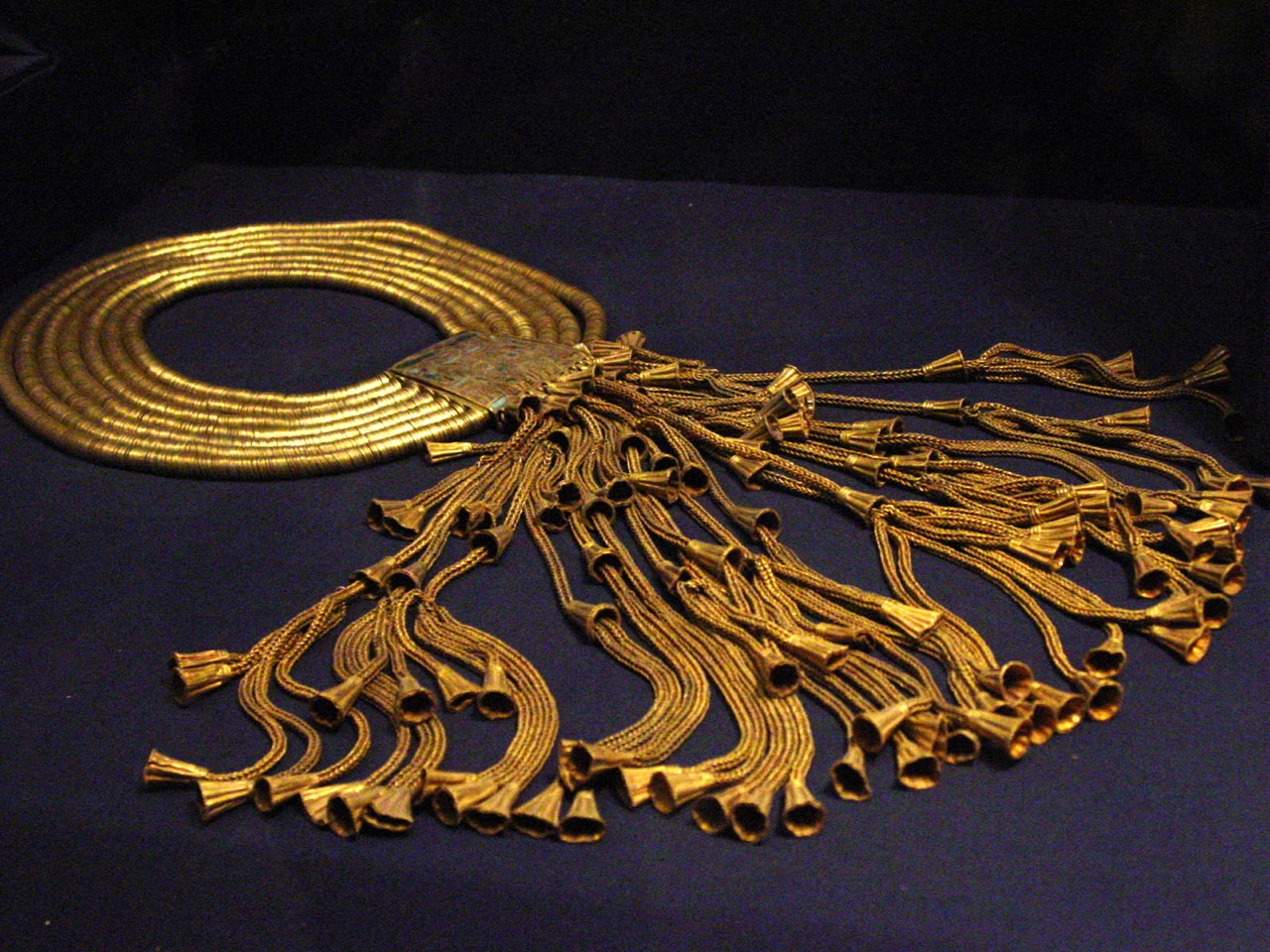
Schmuck des Psusennes' I., Ägyptisches Museum Kairo (JE 85751)
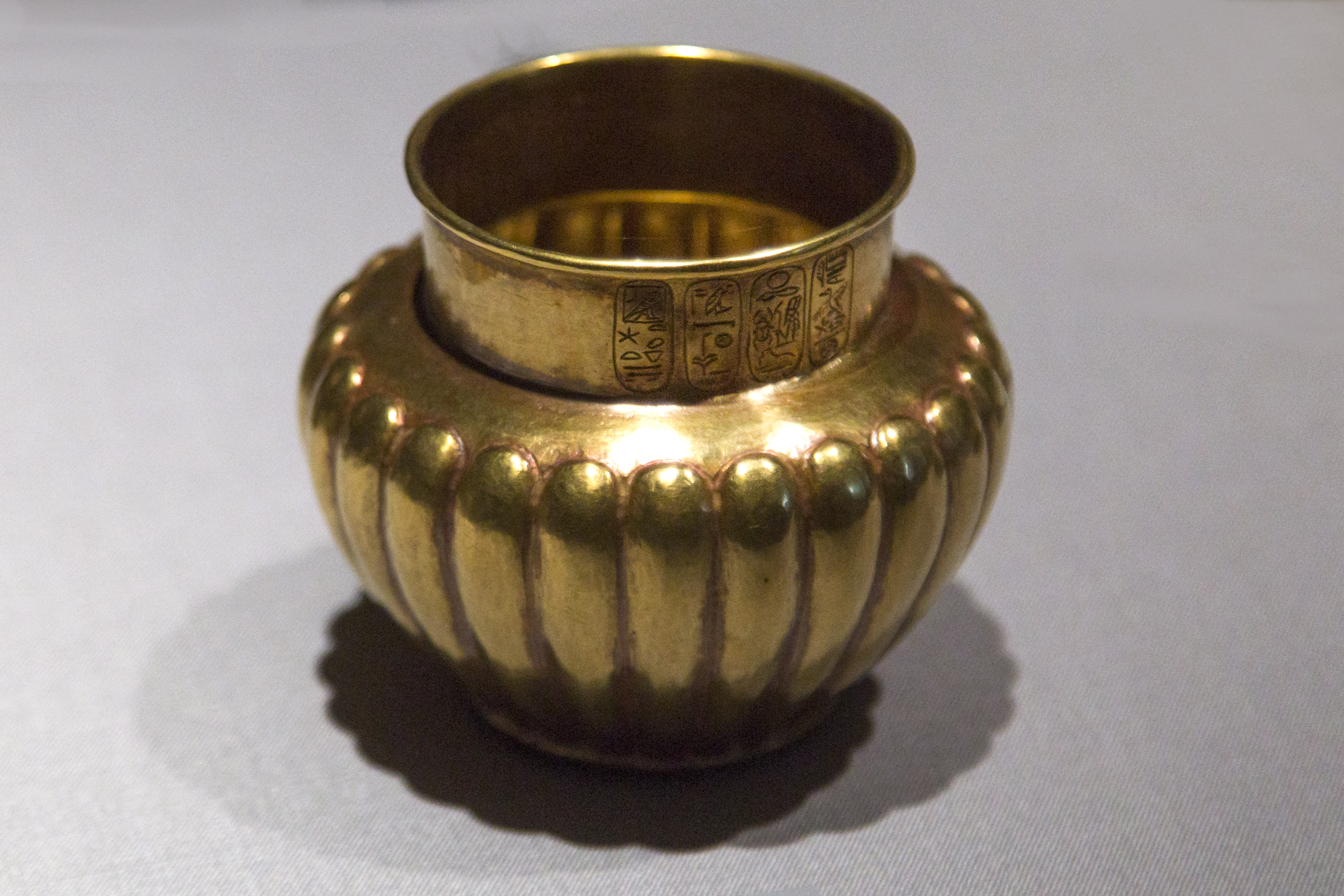
Goldene Vase des Psusennes' I., Ägyptisches Museum Kairo (JE 85896)
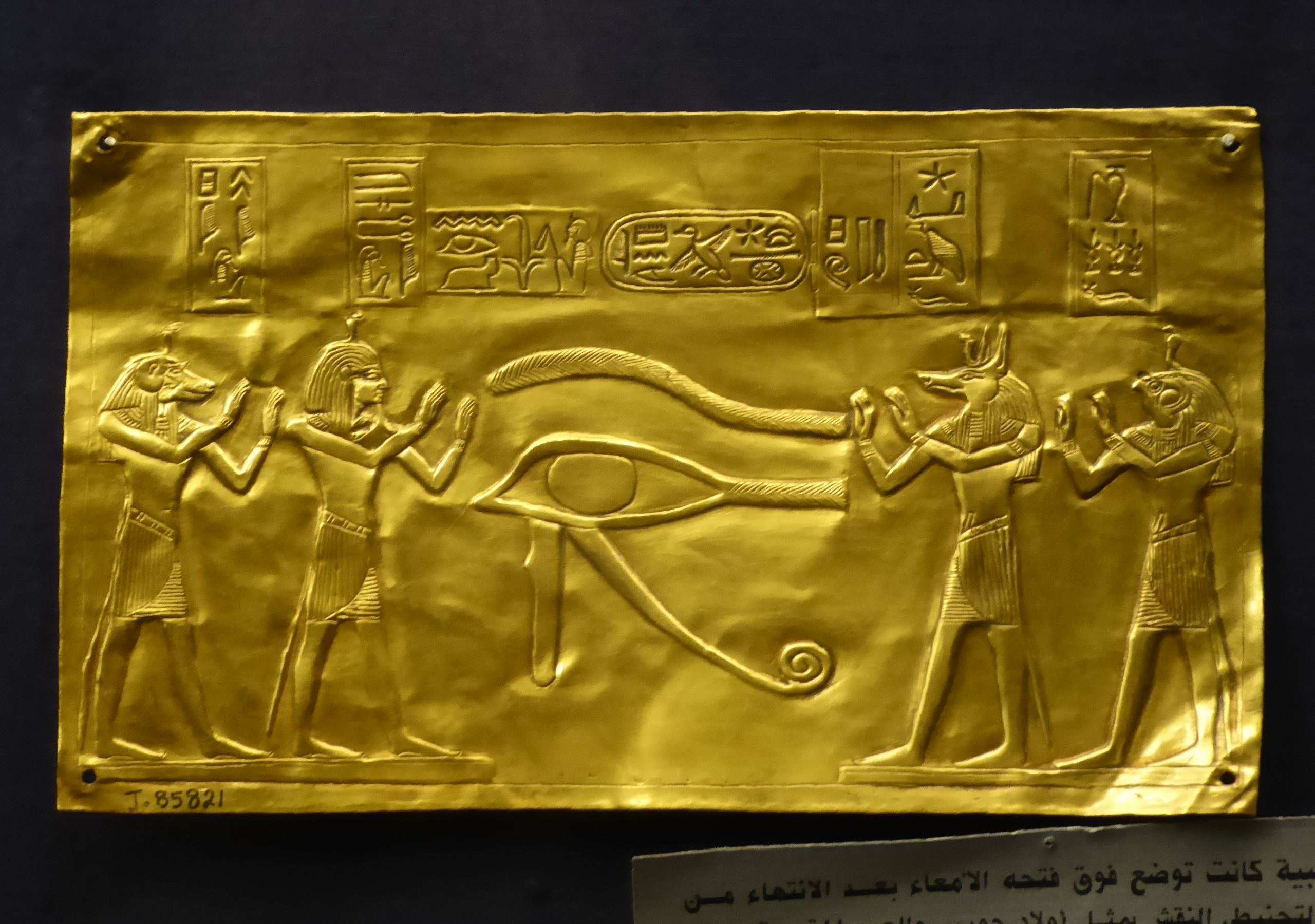
Goldplakette aus dem Grab des Psusennes I., Ägyptisches Museum Kairo (JE 85821)